# Dame vida (álbum)
Dame vida es el tercer álbum de estudio del cantante español Huecco. Se lanzó el 13 de septiembre de 2011. El primer sencillo elegido para promocionar el disco es la misma canción que da nombre al álbum. «Dame vida» gira en torno a la historia de una pelota de fútbol muy especial creada por cuatro mujeres en Estados Unidos y diseñada por el propio Huecco, cuyo objetivo es ayudar a familias de las zonas más desfavorecidas del planeta. La canción, que aúna estrofas cantadas en castellano, inglés y alemán, entró en el puesto 45 de las 50 canciones más vendidas en España. Posición que mejoró siete semanas después al alcanzar el puesto número 8.
 Huecco contó para el vídeo de «Dame vida» con la colaboración de numerosos personajes del mundo del deporte como Caroline Wozniacki, Vicente del Bosque, David Villa, Sergio Ramos, Pepe Reina, Pau Gasol o Kun Agüero, entre muchos otros. Dame vida entró en el puesto número 7 de los cien discos más vendidos en España, consiguiendo la mejor entrada de Huecco hasta la fecha. «Amar en tiempos violentos» fue el segundo sencillo elegido, un medio tiempo en el que colabora Papillon. El vídeo se grabó en el desierto de Lancaster (California) bajo las órdenes del cineasta Joe Arias.

## Lista de canciones
| Edición estándar |                                                  |                  |          |  |
| N.º              | Título                                           | Escritor(es)     | Duración |  |
| 1.               | «Mexicali (Intro)»                               | Huecco           | 0:36     |  |
| 2.               | «Dame vida»                                      | Alejandro Lerner | 3:52     |  |
| 3.               | «Calamidad»                                      | Huecco           | 3:23     |  |
| 4.               | «La brújula»                                     | Huecco           | 3:15     |  |
| 5.               | «Luna de nata»                                   | Huecco           | 3:13     |  |
| 6.               | «Las hurdes (Interludio)»                        | Huecco           | 0:38     |  |
| 7.               | «Amar en tiempos violentos (Dueto con Papillon)» | Huecco           | 3:27     |  |
| 8.               | «Barriendo estrellas»                            | Huecco           | 4:09     |  |
| 9.               | «Sturm der Stimmen (Interludio)»                 | Huecco           | 0:17     |  |
| 10.              | «Amor suicida»                                   | Huecco           | 3:13     |  |
| 11.              | «Lungen des deutschen Harmophons (Interludio)»   | Huecco           | 0:27     |  |
| 12.              | «Tres centinelas»                                | Huecco           | 3:52     |  |
| 13.              | «Solamente un pokito»                            | Huecco           | 3:34     |  |
| 14.              | «Te necesito»                                    | Huecco           | 3:21     |  |
| 15.              | «La limye de Leogane (Interludio)»               | Huecco           | 0:37     |  |
| 16.              | «Pwoteksyon»                                     | Huecco           | 3:11     |  |
| 17.              | «Krasivuye glazha (Dueto con Ara Malikian)»      | Huecco           | 3:30     |  |
| 18.              | «Quien es tu papá (Cierre)»                      | Huecco           | 0:30     |  |

| Edición especial |            |        |          |  |
| N.º              | Título     | Música | Duración |  |
| 19.              | «Culpable» | Huecco | 4:11     |  |

## Posiciones y certificaciones

### Semanales
| País   | Ranking         | Primera semana | Posición de ingreso | Mejor posición | Semanas en la mejor posición | Semanas en el ranking | Última semana |
| ------ | --------------- | -------------- | ------------------- | -------------- | ---------------------------- | --------------------- | ------------- |
| Europa |                 |                |                     |                |                              |                       |               |
| España | Top 100 álbumes | -              | -                   | -              | -                            | -                     | -             |

### Copias y certificaciones
| País   | Proveedor  | Año | Certificación | Copias certificadas (según IFPI) |
| Europa |            |     |               |                                  |
| España | Promusicae | -   | -             | -                                |